# Абдул Рахим Хашим
Абдул Рахим Хашим (малайск.  Abdul Rahim Hashim; 1954, Джохор-Бару) — ректор (вице-канцлер) Университета Малайя.

## Краткая биография
В 1976 году окончил Бирмингемский университет (Англия) по специальности электроника и электротехника, в 1997 году  - программу продвинутого менеджмента в Гарвардской школе бизнеса (США).
Трудовую карьеру начал инженером в государственной нефтяной компании Петронас (1976). Здесь дослужился до должности вице-президента управления кадров (1998-2002), вице-президента отдела исследований и технологии (2006 – 2008), вице-президента отдела бизнеса по газу Он был также главным управляющим Петронас по очистке нефти в Малакке (1991-1998). Наряду с этим он являлся членом Комиссии по энергетике и Национального совета по науке и исследованиям, а также президентом Международного союза по газу (2009-2013). 
В 2012-2016 гг. был ректором Технологического университета Петронас. С  31 октября 2017 года - ректор (вице-канцлер) Университета Малайя . Председатель Филармонического зала  Петронас.

## Награды
- Почётный доктор Бирмингемского университета (2006) [4].
- Звание «Датук»